# William Thomas Calman
William Thomas Calman (* 29. Dezember 1871 in Dundee; † 29. September 1959 in Carshalton, Surrey) war ein britischer Zoologe.
Calman besuchte die Schule in Dundee und traf dort D’Arcy Wentworth Thompson, dessen Laborassistent er wurde, was ihm ein kostenloses Studium an der Universität Dundee ermöglichte. 1895 machte er seinen Bachelor-Abschluss mit Auszeichnung in Botanik, Zoologie und Physiologie und wurde Assistant Lecturer und Demonstrator an der Universität. 1900 wurde er promoviert (D. Sc.). Er galt als ausgezeichneter Lehrer und vertrat Thompson in dessen Vorlesungen. 1903 wurde er Mitarbeiter am British Museum, wo er ab 1904 Assistant Curator für Krebstiere und Asselspinnen (Pycnogonida) wurde. 1921 wurde er Deputy Keeper für Zoologie und 1927 Keeper für Zoologie als Nachfolger von Tate Regan. Außerdem war er externer Prüfer an vielen britischen Universitäten. 1936 ging er in den Ruhestand und zog nach Tayport. Im Zweiten Weltkrieg lehrte er noch einmal am Queen’s College in Dundee und an der University of St Andrews.
Er veröffentlichte 1909 den Band Crustaceen für den Treatise on Zoology von Edwin Ray Lankester (der ihn 1901 dazu einlud), der ein Standardwerk und grundlegend für deren Systematik wurde. Calman führte dabei die Taxa Eucarida, Peracarida und Hoplocarida ein. Er benannte zahlreiche weitere Taxa von Krebstieren. Er bearbeitete die Funde der Siboga-Expedition (1899–1900), der British Antarctic Terra Nova Expedition (1910) und der Expedition von John Murray (1933/34).
Er war Fellow der Royal Society (1921) und der Royal Society of Edinburgh (1937) und Ehrendoktor der University of St Andrews. 1934 bis 1937 war er Präsident der Linnean Society (und 1923 bis 1928 deren zoologischer Sekretär), deren Linnean Medal er 1946 erhielt. 1919 bis 1946 war er Sekretär der Ray Society und gab deren Monographien heraus. 1935 wurde er Companion of the Order of the Bath (CB). Viele Jahre bearbeitete er die Spinnen- und Krebstiere für den Zoological Record.

## Schriften
- Appendiculata: Crustacea, in Lankester: Treatise on Zoology, 1909
- The life of the Crustacea 1911
- The classification of animals 1949